# Шейнін Лев Романович
Ше́йнін Лев Рома́нович (12 (25) березня 1906 с. Брусановка — 11 травня 1967, м. Москва) — радянський юрист, письменник і кіносценарист. Кавалер ордена Леніна, ордена Трудового Червоного Прапора, ордена Вітчизняної війни 1-го ступеня, нагороджений медалями СРСР. Лауреат Сталінської премії (1949).
Свої перші оповідання написав у перервах між роботою в Генеральній Прокуратурі СРСР, де він працював старшим слідчим з особливо важливих кримінальних справ. Увійшов до новітньої історії як один із обвинувачувачів від радянської сторони на Нюрнберзькому процесі (1946—1947).
У 1949 році Шейніна заарештували як «безрідного космополіта і резидента американських та міжнародних сіоністських спецслужб». Він витримав чотири роки катувань у спецв'язницях МДБ, аж доки після смерті Сталіна його не амністували, а згодом реабілітували, відправивши з основної роботи на пенсію.

## Книги
- Лев Шейнін. Давній знайомий. Оповідання і повісті. Київ 1959, Видавництво ЦК ЛКСМУ «Молодь». 676 сторінок. Наклад — 100 000.